# Hollidaysburg
Hollidaysburg är administrativ huvudort i Blair County i delstaten Pennsylvania. Ortnamnet hedrar grundarna Adam och William Holliday. Enligt 2010 års folkräkning hade Hollidaysburg 5 791 invånare.

## Kända personer från Hollidaysburg
- Hedda Hopper, skvallerspaltskolumnist